# Festo
Festo (рус. Фесто) — производитель промышленного оборудования и систем автоматизации, расположенный в Эсслинген-на-Неккаре, Германия. Основными сферами деятельности компании являются пневмоавтоматика и автоматизация.

## История
Концерн Festo был основан Альбертом Фецером и Готтлибом Штоллем в 1925 году, название образовано от фамилий основателей — Fezer и Stoll. Изначально они производили деревообрабатывающее оборудование, а в индустрию автоматизации вошли намного позже. В 2000 году подразделение по производству электрических инструментов трансформировалось в отдельную компанию, которая стала называться Festool. В 2002 году Festo обратилась в Верховный суд США для разрешения дела Festo Corp. v. Shoketsu Kinzoku Kogyo Kabushiki Co.

## Продукция
Продукция варьируется от простых наборов и ассемблеров до решений с полной автоматизацией, включающих оборудование как самой Festo, так и сторонних производителей. Типичная задача компании - разработка специального производственного оборудования.
Festo работает совместно с институтами, университетами и компаниями-разработчиками по программе Bionic Learning Network. Это программа позволяет реализовывать идеи и инициативы в сферах автоматизации и дидактики, которые потом могут пригодиться при разработке новых продуктов. Такими продуктами стали Aqua Jelly, AquaPenguin, Aqua Ray, Airic’s arm, Airacuda и SmartBird.
Одним из последних творений специалистов компании Festo, помимо робота-паука-трансформера BionicWheelBot, является летающий робот BionicFlyingFox, прототипом для которого стала летучая лисица, самая большая из семейства летучих мышей. Робот BionicFlyingFox, со слов представителей компании, является "сверхлегким летающим объектом с интеллектуальной кинематикой". Длина робота составляет 87 сантиметров, размах крыльев - 228 сантиметров, а вес - всего 580 грамм.

## Festo в СНГ
История присутствия Festo в России началась, когда в 1971 году компания заключила с Министерством станкостроения СССР первый контракт на поставку оборудования для автоматизации. В 1988-1989 годах в Москве появились первые представительства Festo, ведущие работу по автоматизации производства и обучению персонала. Позже представительства компании появились и в других крупных городах Российской Федерации.
В 2004 году был открыт филиал группы компаний в г. Алматы, Республика Казахстан, для проведения технической и консультационной поддержки по автоматизации производств в республиках Центральной Азии, ускорения поставки как отдельных пневматических и электронных компонентов, так и систем "под ключ" (шкафы управления). Помимо этого, при филиале проводятся специализированные практические тренинги по (Электро-) Пневмоавтоматике, (Электро-) Гидроавтоматике, Программированию логических контроллеров (СПЛК), Управлению температурой, расходом, давлением и шинным технологиям.
Также Festo издаёт в России корпоративный журнал «Тенденции в Автоматизации».